# أبو منصور الأمريكي
عمر شفيق همامي (6 مايو 1984 - 12 سبتمبر 2013)، المعروف أيضاً باسم أبو منصور الأمريكي، مواطن أمريكي انضم إلى حركة الشباب الصومالية. صدر أمر بإلقاء القبض عليه في عام 2007 وأضاف مكتب التحقيقات الفيدرالي (FBI) الهمامي إلى قائمة الإرهابيين المطلوبين له عام 2012. تمت إزالة الهمامي من لائحة المطلوبين في يناير 2014.

## الروابط الخارجية
1. ↑  "FBI – Omar Shafik Hammami". مكتب التحقيقات الفيدرالي. مؤرشف من الأصل في 2013-02-17. اطلع عليه بتاريخ 2013-01-12.
2. ↑  "Rewards for Justice-Wanted_Terrorist - english" en. مؤرشف من الأصل في 2014-01-11. اطلع عليه بتاريخ 2020-01-24. {{استشهاد ويب}}: الوسيط غير صالح |script-title=: بادئة مفقودة (مساعدة)

- FBI wanted poster
- FBI.gov
- "Amerikansk jihadist drepen i internt oppgjer i Al Shabab" (بالنرويجية). هيئة الإذاعة النرويجية. 12 Sep 2013. Archived from the original on 2013-09-15.